# Béatrice Thiriet
Béatrice Thiriet (* 4. Mai 1960 in Paris) ist eine französische Komponistin.

## Leben
Béatrice Thiriet studierte Musik am Conservatoire de musique, danse et art dramatique en France in Versailles. Später studierte sie Piano bei Mikhail Rudy.

## Filmographie (Auswahl)
- 1993: Die Leute gegenüber (Les gens d'en face)
- 1995: Der blinde Passagier (Le passager clandestin)
- 1995: Ich bin eben anders (Charlotte dite 'Charlie)
- 1996: Auf großer Fahrt (Long cours)
- 1999: Die Diebin von Saint-Lubin (La voleuse de Saint-Lubin)
- 1999: Die Skrupellosen (Les vilains)
- 1999: Ein Spezialist (Un spécialiste, portrait d'un criminel moderne)
- 2000: Nadia und der große Streik (Retiens la nuit)
- 2001: Milch der Zärtlichkeit (Le lait de la tendresse humaine)
- 2002: Flucht durch den Dschungel (Les oreilles sur le dos)
- 2002: Pygmäen für Film gesucht (Les pygmées de Carlo)
- 2003: Die Herzen der Männer (Le Cœur des Hommes)
- 2006: Lady Chatterley (Lady Chatterley et l’homme des bois)
- 2009: Das Schiff der Kindersklaven (Esclaves des mers)
- 2011: Das Haus auf Korsika (Au cul du loup)
- 2014: Bird People